# Малори (Западна Вирџинија)
Малори (енгл. Mallory) насељено је место без административног статуса у америчкој савезној држави Западна Вирџинија.

## Демографија
По попису из 2010. године број становника је 1.654, што је 511 (44,7%) становника више него 2000. године.
| Група             | 2000.         | 2010.         |
| Белци             | 1.108 (96,9%) | 1.588 (96,0%) |
| Афроамериканци    | 26 (2,3%)     | 29 (1,8%)     |
| Азијати           | 1 (0,1%)      | 2 (0,1%)      |
| Хиспаноамериканци | 0 (0,0%)      | 8 (0,5%)      |
| Укупно            | 1.143         | 1.654         |